# Vasilisa Seménchuk
Vasilisa Vasílievna Seménchuk –en ruso, Василиса Васильевна Семенчук– (Taskent, URSS, 19 de septiembre de 1966) es una deportista soviética que compitió en esquí acrobático. Ganó una medalla de oro en el Campeonato Mundial de Esquí Acrobático de 1991, en la prueba de salto aéreo.

## Medallero internacional
| Campeonato Mundial | Campeonato Mundial           | Campeonato Mundial | Campeonato Mundial |
| Año                | Lugar                        | Medalla            | Competición        |
| ------------------ | ---------------------------- | ------------------ | ------------------ |
| 1991               | Lake Placid (Estados Unidos) | Medalla de oro     | Salto aéreo        |